# Dživo Gundulić
Dživo (Ivan) Šiškov Gundulić (13. veljače 1678. – 23. prosinca 1721.) bio je hrvatski pjesnik i dramatičar, dubrovački plemić. Sin je Šiška (Šišmunda) Gundulića i Katarine Nalješković (Nale). Unuk Ivana Gundulića. Nećak austrijskog generala Frana Gundulića.

## Životopis
Rođen u poznatoj dubrovačkoj obitelji Gundulić. Školovanje proveo u Dubrovačkom isusovačkom kolegiju. U mladosti, 1695., smrtno ranjen nožem Mihe Bosardija (Miho Vlahov Božidarević) nakon raskidanja zaruka s njegovom sestrom Marijom. 
Vršio je različite državne službe. Dana 26. ožujka 1696. ušao je u Veliko vijeće. Iste godine 7. svibnja izabran je za državnog odvjetnika; 22. lipnja za zapovjednika tvrđave Revelin u trajanju od 2 mjeseca. Dana 2. prosinca 1697. prvi je put izabran za privatnog odvjetnika. Godine 1698. osuđen, početkom ožujka pritvoren 13. ožujka 1699. proglašen krivim zbog neisplaćivanja stanovitoj Luni Židovki miraza od 500 dukata. Od osude više puta se kandidirao za razna mjesta, ali nije primljen (za nadglednika utega i mjera, suca građanskog suda, za privatnog odvjetnika…). Prigodom obnove Akademije ispraznih 3. travnja 1699. nije pozvan u njezino članstvo.
Dana 8. ožujka 1700. izabran je za procjenitelja Velike carine.  Krajem 1700., 25. listopada bit će izabran za privatnog odvjetnika. Službu je obnašao s Bernardom Marinovim Cabogom (suprugom svoje bivše zaručnice). Poslije je sudjelovao u izboru suca kaznenoga suda, građanskog suca, nadzornika državnih računa, carinika ali ni jednom nije bio izabran. Član senata postao je 1717. i na toj će funkciji ostati do smrti. Netom prije mu je umro i sedamnaestogodišni sin.                                                        

## Književna djela
U povijesti hrvatske književnosti djela Dživa Šiškova Gundulića su slabo vrednovana, dosad nema sabranog izdanja njegova opusa, a djela su mu objavljivana u teško dostupnim izdanjima. Poznata su mu djela Radmio, Suze i tužbe Radmilove, Oton i Filomena.
- Radmio je žanrom pastorala, prepjev Tassove Aminte. Napisana je 1700. praizvedena 1701. u izvedi družine „Smeteni“ u Orsanu (kazalište otvoreno 1682.).  Nije objavljena, rukopis se čuva u Arhivu HAZU-a. Najstariji dosada sačuvani prijepis je iz 1734. godine.

- Suze i tužbe Radmilove su žanrom idila, ciklus od deset ljubavnih pjesama (tj. prvih sedam pjesama su ljubavni plačevi, Radmilo uzdiše za Raklicom, osma pjesma je opis dva ljubavna boja – jednog u snu, drugog na javi, a posljednje dvije pjesme tematiziraju prolaznost ženske ljepote); prepjev baroknog spjeva Gambatista Marina Sospiri d' Ergasto, nastala 1702 . Prvi ju je objavio Mirko Bogović 1853. To je izdanje priređeno prema nepotpunom prijepisu u vlasništvu Ivana Kukuljevića Sakcinskog; tekst idile dopunjen je dvjema kratkim Bogovićevim dopjevima u Pjesni šestoj i Pjesni osmoj; te su izostavljeni stihovi 25 – 28 u Pjesni trećoj. U to su vrijeme postojala dva cjelovita i izvrsna prijepisa – oba u Arhivu Male braće u Dubrovniku – Cekinićev iz 1731. i Rajčevićev iz 1810. Postoji više prijepisa idile (Zlatarić, Radolović, Rajčević, Tamarić, Bogović, Tomašević, anonimni prepisivači...) Koristeći se tim prijepisima Ivica Martinović je u časopisu Dubrovnik 2001. iz rukopisa 934 u Znanstvenoj knjižnici u Dubrovniku prepisao i kritički razmotrio idilu.[3]

- Oton je tragikomedija pisana osmercima, do danas sačuvana u barem trinaest rukopisa. Na većini rukopisa zapisana je godina 1707. kada je Oton prikazan, skupa s podatkom da ga izvela družina "Sjedinjeni" u Orsanu. Djelo je napisano prema talijanskom izvorniku – glazbenoj tragediji Ottone kazališnog pisaca Girolama Frigimelica Robertija koja prikazuje nekoliko prizora iz života Otona III., rimsko-njemačkog cara i njegove supruge Marije Aragonske. Od te glazbene drame Šiškov Gundulić je načinio dramu s nešto malo glazbe i, pretpostavlja se, pjevanja. Raskošna scenografija i broj likova prilagođeni su mogućnostima Orsana, te je radnja koja se događa na nekoliko kolosijeka pojednostavljena. Neke su epizode izostavljene, dok su neki detalji koji su samo naznačeni u izvorniku kod Gundulića puno više naglašeni. U Robertijevoj drami u prvom su planu Oton i njegova supruga, u drami, Eleonora, u drugom planu Oton i njegova ljubavnica, Lukrecija, a u trećem Otonov nestali sin Fausto i njegova zaručnica Matilda. U Šiškova Gundulića pokretači radnje su Oton i supruga Sunčica, te Vladimir i Ljubica.

- Filomena je tragedija, rađena po talijanskoj noveli Gianfiore e Filomena koja je tiskana nekoliko puta u 16. st. - netipična je za ondašnje hrvatsko kazalište - vrlo mračna, nema ni odgođenog ni sretnog završetka kako su propisivali isusovački poetičari. Jedno je vrijeme bila zagubljena u Austrijskoj nacionalnoj biblioteci u Beču;[4] te atribucija nije u potpunosti sigurna.[5] Glavni likovi su ljubavnici Filomena i Vladislav. Kralj Lauš, Filomenin otac, je protiv njihove ljubavi. Vladislav noću ulazi u Filomeninu kuću, čuju ga njezina braća i ubijaju ga. Prije nesreće Filomena sanja zloslutni san, koji je u funkciji upozoravanja Vladimira da ne ide u Filomeninu kuću.  Umrli ljubavnik su u snu javlja svojoj ljubljenoj i poziva je da mu se pridruži na drugom svijetu što ona i čini - ubija se njegovim bodežom.